# Каљазински рејон
Каљазински рејон (рус. Калязинский район) административно-територијална је јединица другог нивоа и општински рејон на крајњем југоистоку Тверске области, у европском делу Руске Федерације.
Административни центар рејона је град Каљазин. Према проценама националне статистичке службе, на подручју рејона су 2014. живела 20.902 становника.

## Географија
Каљазински рејон обухвата територију површине 1.671 км² и на 28. је месту (од 36 рејона) по површини међу рејонима Тверске области. Граничи се са Кашинским рејоном на северу, односно са Кимерским на северозападу. На североистоку и југоистоку су рејони Јарославске, односно Московске области на југу и југозападу.
Северну и западну границу рејона чини река Волга, односно вештачко Угличко језеро. Цело подручје рејона је доста ниско и равно и у целости се одводњава ка Волги, највише преко река Нерљ и Жабња и део је знатно пространије Горњоволшке низије.

## Историја
Након што је Каљазин 1775. добио административни статус града, исте године основан је и Каљазински округ, претеча данашњег рејона. Од 1796. до 1922. био је делом Тверске губерније, да би потом био распуштен. Поново је успостављен 1929, али овај пут као рејон у саставу Кимерског округа Московске области. Након оснивања Тверске, односно у то време Калињинске области, Каљазински рејон прелази у њене оквире. Рејон је привремено распуштен у фебруару 1963, али је већ после годину дана поново успостављен и од тада се налази у садашњим границама.
Занимљиво је да је градњом вештачког Угличког језера током 1930-их потопљен знатан део на сверу рејона, укључујући и историјско језгро града Каљазина.

## Демографија и административна подела
Према подацима пописа становништва из 2010. на територији рејона је живело укупно 21.688 становника, а од тог броја у граду је живело око 64% популације. Према процени из 2014. у рејону је живело 20.902 становника, или у просеку 12,5 ст/км².
| 1959.  | 1970.  | 1989.  | 2002.  | 2010.  | 2014.   |
| ------ | ------ | ------ | ------ | ------ | ------- |
| 42.969 | 33.519 | 27.341 | 24.460 | 21.688 | 20.902* |

Напомена: према процени националне статистичке службе.
На подручју рејона постоји укупно 330 сеоских насељених места и једнго градско насеље, административно подељени на 4 сеоске и једну урбану општину. Административни центар рејона је град Каљазин са око 13.600 становника.

## Саобраћај
Преко територије рејона пролази важан железнички правац Москва—Каљазин—Сонково—Санкт Петербург и магистрала Каљазин—Углич.